# La Neuvième Vie de Louis Drax
Pour plus de détails, voir Fiche technique et Distribution.
La Neuvième Vie de Louis Drax (The 9th Life of Louis Drax) est un thriller fantastique canado-britannique coproduit et réalisé par Alexandre Aja, sorti en 2016. Il s'agit de l'adaptation du roman éponyme de la romancière britannique Liz Jensen.

## Synopsis
Le jour de son neuvième anniversaire, Louis Drax frôle la mort dans un accident. Bien décidé à connaitre les circonstances, le docteur Allan Pascal plonge dans une enquête qui va l'amener aux frontières du réel et du fantastique. 

## Fiche technique
- Titre original : The 9th Life of Louis Drax
- Titre français : La 9e Vie de Louis Drax
- Réalisation : Alexandre Aja
- Scénario : Max Minghella, d'après La Neuvième Vie de Louis Drax de Liz Jensen
- Musique : Patrick Watson
- Photographie : Maxime Alexandre
- Production : Alexandre Aja, Tim Bricknell, Max Minghella et Shawn Williamson
- Sociétés de production : Antcolony Films et Brightlight Pictures ; Miramax Films (coproduction)
- Sociétés de distribution : Brightlight Pictures (Canada) ; Miramax Films[1] (Royaume-Uni)
- Pays d’origine : Canada et Royaume-Uni
- Langue originale : anglais
- Genre : thriller fantastique
- Dates de sortie :
  - Canada, Royaume-Uni : 2 septembre 2016
  - France : 16 mars 2017 en VOD

## Distribution
- Ayden Longworth : Louis Drax
- Jamie Dornan (VF : Valentin Merlet) : Dr Allan Pascal
- Sarah Gadon (VF : Véronique Picciotto) : Natalie Drax
- Aaron Paul (VF : Marc Saez) : Peter Drax
- Oliver Platt (VF : Paul Borne) : Dr Perez
- Molly Parker (VF : Anne Rondeleux) : l'inspecteur Dalton
- Terry Chen : Elliott
- Alex Zahara (VF : Constantin Pappas) : Navarra
- Barbara Hershey (VF : Béatrice Delfe) : Violet, mère de Peter
- Jane McGregor (en) : Sophie, première épouse de Peter
- Luke Camilleri (VF : Fabrice Lelyon) : Alex, mari de Sophie
- Julian Wadham (VF : Mathieu Buscatto) : Dr Janek
- Anjali Jay (VF : Nathalie Gazdik) : Macy
  - Direction artistique : Marc Saez

 Source et légende : version française (VF) sur RS Doublage